# Crevette mouchetée
Metapenaeus monoceros
Espèce
La Crevette mouchetée (Metapenaeus monoceros) est une espèce de crustacé décapode. C'est une crevette de la famille des Penaeidae.
L'UICN l'a placée — avec M. stebbingi — dans sa « liste noire des espèces envahissantes dans le milieu marin » méditerranéen.

## Écologie
Cette espèce serait en compétition avec la crevette royale locale (Penaeus kerathurus) dans le golfe de Gabès (Tunisie).

## Philatélie
Cette crevette figure sur une émission du Bangladesh de 1991 (valeur faciale : 6 t.).